# Oonops ronoxus
Oonops ronoxus är en spindelart som beskrevs av Arthur M. Chickering 1971. Oonops ronoxus ingår i släktet Oonops och familjen dansspindlar.
Artens utbredningsområde är Jungfruöarna. Inga underarter finns listade i Catalogue of Life.